# A legnagyobb példányszámban eladott albumok listája Angliában

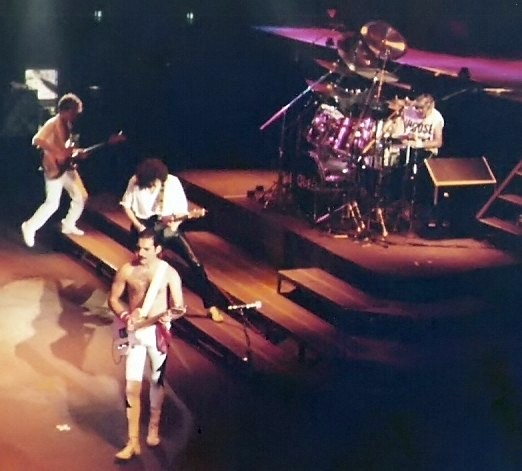
A Queen Greatest Hits (1981) című lemeze a legkelendőbb album az Egyesült Királyságban. Következő válogatásalbumuk, az 1991-ben megjelent Greatest Hits II az Egyesült Királyság tizedik legnagyobb példányszámban eladott albuma

Az Angliában a legnagyobb példányszámban eladott lemezek listáját az Official Charts Company (OCC) állítja össze. Meghatározása szerint az számít albumnak, amelyen több mint négy dal található, és hosszabb mint 25 perc. Az OCC felmérései alapján állítják össze a hivatalos brit album- és kislemezlistát is. Az eladási minősítéseket Angliában a Brit Hanglemezgyártók Szövetsége adja át 1973 áprilisától.

## A legkelendőbb albumok
| No. | Album                                 | Előadó                     | Kiadó            | Megjelenés      | Helyezés | Eladás                  | Platina minősítések száma |
| --- | ------------------------------------- | -------------------------- | ---------------- | --------------- | -------- | ----------------------- | ------------------------- |
| 1   | Greatest Hits                         | Queen                      | EMI              | 1981 október    | 1        | 7,000,000 (Jul 2022)    | 23×                       |
| 2   | Gold: Greatest Hits                   | ABBA                       | Polydor          | 1992 szeptember | 1        | 6,000,000 (Nov 2021)    | 20×                       |
| 3   | Sgt. Pepper's Lonely Hearts Club Band | The Beatles                | Parlophone       | 1967 június     | 1        | 5,340,000 (Oct 2018)    | 18×                       |
| 4   | 21                                    | Adele                      | XL               | 2011 január     | 1        | 5,290,000 (Apr 2020)    | 18×                       |
| 5   | What's the Story Morning Glory?       | Oasis                      | Creation         | 1995 október    | 1        | 4,940,000 (Oct 2018)    | 16x                       |
| 6   | Thriller                              | Michael Jackson            | Epic             | 1982 november   | 1        | 4,500,000 (Nov 2021)    | 15×                       |
| 7   | The Dark Side of the Moon             | Pink Floyd                 | Harvest          | 1973 március    | 2        | 4,470,000 (Oct 2018)    | 15×                       |
| 8   | Brothers in Arms                      | Dire Straits               | Vertigo          | 1985 május      | 1        | 4,350,000 (Oct 2018)    | 14×                       |
| 9   | Bad                                   | Michael Jackson            | Epic             | 1987 augusztus  | 1        | 4,200,000 (Nov 2021)    | 14×                       |
| 10  | Greatest Hits II                      | Queen                      | EMI/Parlophone   | 1991 október    | 1        | 3,990,000 (Jul 2016)    | 13×                       |
| 11  | Rumours                               | Fleetwood Mac              | Warner Bros.     | 1977 február    | 1        | 4,090,000 (Oct 2018)    | 14×                       |
| 12  | Back to Black                         | Amy Winehouse              | Island           | 2006 október    | 1        | 3,930,000 (Oct 2018)    | 13×                       |
| 13  | The Immaculate Collection             | Madonna                    | Sire             | 1990 november   | 1        | 3,700,000 (Jul 2016)    | 13×                       |
| 14  | 25                                    | Adele                      | XL               | 2015 november   | 1        | 3,600,000 (Apr 2020)    | 12×                       |
| 15  | Stars                                 | Simply Red                 | East West        | 1991 szeptember | 1        | 3,450,000 (Oct 2018)    | 12×                       |
| 16  | Come On Over                          | Shania Twain               | Mercury          | 1997 november   | 1        | 3,430,000 (Oct 2018)    | 11×                       |
| 17  | Legend                                | Bob Marley and the Wailers | Island/Tuff Gong | 1984 május      | 1        | 3,380,000 (August 2020) | 14×                       |
| 18  | Back to Bedlam                        | James Blunt                | Atlantic         | 2004 november   | 1        | 3,360,000 (Oct 2018)    | 11×                       |
| 19  | Urban Hymns                           | The Verve                  | Hut              | 1997 szeptember | 1        | 3,340,000 (Oct 2018)    | 11×                       |
| 20  | x                                     | Ed Sheeran                 | Asylum           | 2014 június     | 1        | 3,380,000 (Oct 2018)    | 11×                       |
| 21  | Bat Out of Hell                       | Meat Loaf                  | Epic             | 1977 október    | 3        | 3,370,000 (Oct 2018)    | 11×                       |
| 22  | 1                                     | The Beatles                | Apple            | 2000 november   | 1        | 3,230,000 (Jul 2016)    | 11×                       |
| 23  | Bridge over Troubled Water            | Simon & Garfunkel          | CBS              | 1970 január     | 1        | 3,260,000 (Oct 2018)    | 10×                       |
| 24  | Dirty Dancing                         | Eredeti filmzene           | RCA              | 1987 augusztus  | 4        | 3,150,000 (Oct 2015)    | 10×                       |
| 25  | Spirit                                | Leona Lewis                | Syco             | 2007 november   | 1        | 3,170,000 (Oct 2018)    | 10×                       |
| 26  | Crazy Love                            | Michael Bublé              | Reprise          | 2009 október    | 1        | 3,130,000 (Oct 2018)    | 10×                       |
| 27  | No Angel                              | Dido                       | Arista           | 2000 október    | 1        | 3,090,000 (Oct 2018)    | 10×                       |
| 28  | White Ladder                          | David Gray                 | IHT/East West    | 1998 november   | 1        | 3,020,000 (Oct 2018)    | 10×                       |
| 29  | Spice                                 | Spice Girls                | Virgin           | 1996 november   | 1        | 3,111,000 (Jun 2019)    | 10×                       |
| 30  | The Fame                              | Lady Gaga                  | Interscope       | 2009 január     | 1        | 3,000,000 (Oct 2018)    | 10×                       |